# アディオ フットウェア

Logo

アディオ フットウェアはアメリカのスケートボードシューズ・アパレルメーカー。1998年にクリス・ミラー、ホセ・ゴメス、ジェフ・テイラーによって立ち上げられた。スケーターが必要とする耐久性・機能性・デザインの3つをテーマに、スケートシューズを製作することを目標としている。トニー・ホーク、バム・マーゲラなどのライダー達によって、世界的に認められるトップブランドとしての地位を確立した。
音楽アーティストとのコラボレーションも展開しており、Blink-182のマーク・ホッパスが「The Rock Show」のPVの中でAdioのTシャツを着用している。